# Kokkónion
Kokkónion (Kokkoni) är en ort i Grekland.   Den ligger i prefekturen Nomós Korinthías och regionen Peloponnesos, i den sydöstra delen av landet, 80 km väster om huvudstaden Aten. Kokkónion ligger 30 meter över havet och antalet invånare är 1 056.
Terrängen runt Kokkónion är platt åt nordost, men åt sydväst är den kuperad. Havet är nära Kokkónion åt nordost.Runt Kokkónion är det tätbefolkat, med 331 invånare per kvadratkilometer. Närmaste större samhälle är Korinth, 15,4 km öster om Kokkónion. 